# Demetrius Jackson
Pour les articles homonymes, voir Jackson.
Demetrius Jackson Jr., né le 7 septembre 1994 à South Bend en Indiana, est un joueur américain de basket-ball. Il mesure 1,83 m et évolue au poste de meneur.

## Biographie
En février 2016, il est désigné parmi les dix meilleurs meneurs de la saison NCAA pour remporter le Bob Cousy Award.
Le 30 mars 2016, il s'inscrit à la draft 2016 de la NBA. Il est choisi en 45e position par les Celtics de Boston.
Au mois d'août 2020, il signe un contrat d'un an avec le Lietuvos rytas pour sa première expérience à l'étranger.
En janvier 2021, Jackson s'engage jusqu'à la fin de la saison avec la Joventut Badalona.

## Statistiques

### Universitaires
Les statistiques en matchs universitaires de Demetrius Jackson sont les suivantes :
| Saison    | Équipe     | Matchs | Titul. | Min./m | % Tir | % 3pts | % LF | Rbds/m. | Pass/m. | Int/m. | Ctr/m. | Pts/m. |
| --------- | ---------- | ------ | ------ | ------ | ----- | ------ | ---- | ------- | ------- | ------ | ------ | ------ |
| 2013-2014 | Notre Dame | 30     | 15     | 22,2   | 42,0  | 41,7   | 78,0 | 2,13    | 1,83    | 0,40   | 0,03   | 6,03   |
| 2014-2015 | Notre Dame | 38     | 38     | 34,7   | 50,8  | 42,9   | 74,5 | 3,61    | 3,05    | 1,55   | 0,32   | 12,37  |
| 2015-2016 | Notre Dame | 35     | 35     | 35,9   | 45,1  | 33,1   | 81,3 | 3,46    | 4,69    | 1,23   | 0,29   | 15,80  |
| Total     | Total      | 103    | 88     | 31,5   | 46,7  | 38,1   | 78,2 | 3,13    | 3,25    | 1,11   | 0,22   | 11,69  |

## Palmarès
- McDonald's All-American (2013)

## Vie privée
Jackon est le fils de Demetrius Jackson Sr. et Juanita Jones. Jackson a vécu dans deux foyers d'accueil différents après l'âge de douze ans avant de rester avec les Whitfield, la famille de son coéquipier Michael Whitfield. En tant qu'étudiant, il s'inscrit à l'université de Notre Dame dans le domaine des arts et des lettres.